# Quemisia
Quemisia gravis is een uitgestorven knaagdier uit de familie Heptaxodontidae die tijdens het Pleistoceen en Holoceen op Hispaniola leefde. 
Met een geschat gewicht van 13 kg was Quemisia zo groot als een pacarana.